# Куликовские (польский род)

Польский герб Куликовский

Куликовские — польские дворянские роды герба Дрогомир.
Мартын из Куликова, гнезненский каштелян, подписал в 1413 году Акт о соединении Польши и Великого княжества Литовского. Его потомки были внесены в родословные книги дворян Царства Польского. В Боярскую книгу записан стряпчий Иван Куликовский (1692).
Другой род Куликовских, писавшийся Ушак-Куликовские, южно-русского происхождения, оставался верен православию до 1730 года. Этот род Куликовских был внесён в VI часть родословных книг Волынской и Минской губерний.